# Allsvenskan i bandy 2004/2005
Allsvenskan i bandy 2004/2005 var Sveriges högsta division i bandy för herrar säsongen 2004/2005. Norrgruppstrean Edsbyns IF lyckades vinna svenska mästerskapet efter seger med 6-4 mot norrgruppstvåan Sandvikens AIK i finalmatchen på Studenternas IP i Uppsala den 20 mars 2005.

## Förlopp
- Grundseriespelet fastställdes i maj 2004.
- Nykomlingen Västanfors IF lyckades endast ta en poäng under säsongen. En orsak till detta kan ha varit att Fagerstaklubben förberedde sig på spel i division 1 men tog den vakanta allsvenska platsen som uppstod när IF Vindhemspojkarna drog sig ur allt seriespel.[2]
- Skytteligan vanns av David Karlsson, Hammarby IF med 56 fullträffar.[3].

## Seriespelet

### Norrgruppen

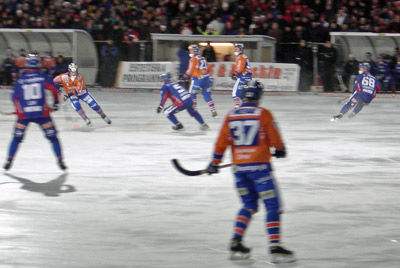
Annandagsmatchen Bollnäs GoIF–Edsbyns IF (3–7) i december 2004.

Spelades 12 november 2004-6 januari 2005
| Nr | Lag                     | S  | V  | O | F  | +/-    | P  |
| -- | ----------------------- | -- | -- | - | -- | ------ | -- |
| 1  | Hammarby IF             | 14 | 12 | 0 | 2  | 87-33  | 24 |
| 2  | Sandvikens AIK          | 14 | 10 | 1 | 3  | 90-48  | 21 |
| 3  | Edsbyns IF              | 14 | 10 | 1 | 3  | 80-47  | 21 |
| 4  | Broberg/Söderhamn Bandy | 14 | 7  | 2 | 5  | 70-66  | 16 |
| 5  | Bollnäs GoIF            | 14 | 7  | 1 | 6  | 67-54  | 15 |
| 6  | Kalix BF                | 14 | 3  | 2 | 9  | 54-86  | 8  |
| 7  | Falu BS                 | 14 | 2  | 2 | 10 | 53-82  | 6  |
| 8  | Västanfors IF           | 14 | 0  | 1 | 13 | 41-126 | 1  |

### Södergruppen
Spelades 12 november 2004-6 januari 2005
| Nr | Lag                   | S  | V | O | F  | +/-   | P  |
| -- | --------------------- | -- | - | - | -- | ----- | -- |
| 1  | Vetlanda BK           | 14 | 9 | 4 | 1  | 50-34 | 22 |
| 2  | Villa Lidköping BK    | 14 | 9 | 3 | 2  | 85-50 | 21 |
| 3  | Västerås SK           | 14 | 7 | 3 | 4  | 61-40 | 17 |
| 4  | BS BolticGöta         | 14 | 7 | 3 | 4  | 61-53 | 17 |
| 5  | IFK Vänersborg        | 14 | 5 | 3 | 6  | 56-52 | 13 |
| 6  | Gripen Trollhättan BK | 14 | 3 | 3 | 8  | 52-69 | 9  |
| 7  | Katrineholms SK       | 14 | 2 | 3 | 9  | 50-84 | 7  |
| 8  | IFK Motala            | 14 | 2 | 2 | 10 | 39-72 | 6  |

### Elitserien
Spelades 12 januari-16 februari 2005
| Nr | Lag                     | S  | V | O | F | +/-   | P  |
| -- | ----------------------- | -- | - | - | - | ----- | -- |
| 1  | Villa Lidköping BK      | 11 | 7 | 2 | 2 | 67-45 | 16 |
| 2  | Västerås SK             | 11 | 6 | 4 | 1 | 48-33 | 16 |
| 3  | Edsbyns IF              | 11 | 5 | 4 | 2 | 55-40 | 14 |
| 4  | Sandvikens AIK          | 11 | 5 | 2 | 4 | 45-42 | 12 |
| 5  | Hammarby IF             | 11 | 3 | 4 | 4 | 46-40 | 10 |
| 6  | Vetlanda BK             | 11 | 3 | 4 | 4 | 41-44 | 10 |
| 7  | Broberg/Söderhamn Bandy | 11 | 3 | 1 | 7 | 30-55 | 7  |
| 8  | BS BolticGöta           | 11 | 1 | 1 | 9 | 41-74 | 3  |

### Superallsvenskan
Spelades 12 januari-16 februari 2005
| Nr | Lag                   | S  | V | O | F  | +/-   | P  |
| -- | --------------------- | -- | - | - | -- | ----- | -- |
| 1  | Bollnäs GoIF          | 11 | 8 | 0 | 3  | 70-32 | 19 |
| 2  | IFK Vänersborg        | 11 | 8 | 0 | 3  | 49-37 | 19 |
| 3  | Falu BS               | 11 | 6 | 2 | 3  | 46-34 | 15 |
| 4  | IFK Motala            | 11 | 7 | 0 | 4  | 48-38 | 14 |
| 5  | Katrineholms SK       | 11 | 6 | 1 | 4  | 53-57 | 14 |
| 6  | Kalix BF              | 11 | 4 | 2 | 5  | 57-61 | 12 |
| 7  | Gripen Trollhättan BK | 11 | 2 | 1 | 8  | 38-54 | 7  |
| 8  | Västanfors IF         | 11 | 0 | 0 | 11 | 42-90 | 0  |

## Seriematcherna

### Södergruppen
| - 12 november 2004 Vetlanda BK-Västerås SK 2-2 (0-0) - 12 november 2004 Villa Lidköping BK-IFK Vänersborg 6-2 (5-1) - 13 november 2004 Gripen Trollhättan BK-BS Boltic Göta 5-5 (2-2) - 14 november 2004 Katrineholms SK-IFK Motala 6-3 (2-2) - 17 november 2004 Boltic Göta-Vetlanda 1-2 (1-0) - 17 november 2004 Motala-Villa Lidköping 5-7 (1-5) - 17 november 2004 Vänersborg-Katrineholm 3-3 (1-1) - 17 november 2004 Västerås-Gripen 10-3 (4-2) - 19 november 2004 Boltic Göta-Västerås 3-2 (2-0) - 19 november 2004 Vetlanda-Motala 3-1 (1-1) - 19 november 2004 Vänersborg-Gripen 7-1 (3-1) - 21 november 2004 Villa Lidköping-Katrineholm 12-2 (5-0) - 24 november 2004 Gripen-Vetlanda 2-3 (0-1) - 24 november 2004 Katrineholm-Boltic Göta 3-3 (0-0, 2-1, 1-2) - 24 november 2004 Motala-Vänersborg 1-4 (0-0, 1-3, 0-1) - 24 november 2004 Västerås-Villa Lidköping 3-3 (0-1, 1-1, 2-1) - 26 november 2004 Boltic Göta-Villa Lidköping 3-8 (1-3) - 27 november 2004 Gripen-Motala 4-4 (2-1) - 27 november 2004 Vetlanda-Vänersborg 3-2 (2-1) - 28 november 2004 Västerås-Katrineholm 3-2 (0-0) - 1 december 2004 Katrineholm-Gripen 6-5 (2-2) - 1 december 2004 Motala-Västerås 1-5 (0-4) - 1 december 2004 Villa Lidköping-Vetlanda 3-3 (0-1) - 1 december 2004 Vänersborg-Boltic Göta 2-7 (0-4) - 3 december 2004 Vetlanda-Katrienholm 7-2 (5-0) - 3 december 2004 Västerås-Vänersborg 4-4 (2-0) - 4 december 2004 Gripen-Villa Lidköping 4-4 (1-3) - 4 december 2004 Boltic Göta-Motala 10-1 (7-0) | - 8 december 2004 Katrienholm-Västerås 4-9 (1-4) - 8 december 2004 Motala-Gripen 4-3 (2-2) - 8 december 2004 Villa Lidköping-Boltic Göta 5-3 (2-1) - 8 december 2004 Vänersborg-Vetlanda 3-4 (2-1) - 15 december 2004 Boltic Göta-Vänersborg 2-1 (0-1) - 15 december 2004 Gripen-Katrineholm 5-3 (3-1) - 15 december 2004 Vetlanda-Villa Lidköping 4-8 (3-3) - 15 december 2004 Västerås-Motala 9-0 (2-0) - 17 december 2004 Katrineholm-Vetlanda 2-4 (1-0) - 17 december 2004 Motala-Boltic Göta 3-5 (2-1) - 17 december 2004 Villa Lidköping-Gripen 3-4 (1-2) - 17 december 2004 Vänersborg-Västerås 5-1 (3-1) - 26 december 2004 Gripen-Vänersborg 4-6 (1-5) - 26 december 2004 Katrineholm-Villa Lidköping 5-11 (2-6) - 26 december 2004 Motala-Vetlanda 3-3 (1-2) - 26 december 2004 Västerås-Boltic Göta 4-6 (2-4) - 29 december 2004 Boltic Göta-Katrineholm 5-4 (4-1) - 29 december 2004 Vetlanda-Gripen 6-1 (2-0) - 29 december 2004 Villa Lidköping-Västerås 3-5 (2-3) - 29 december 2004 Vänersborg-Motala 6-3 (3-1) - 2 januari 2005 Gripen-Västerås 2-4 (1-3) - 2 januari 2005 Katrineholm-Vänersborg 7-7 (4-3) - 2 januari 2005 Vetlanda-Boltic Göta 4-4 (2-1) - 2 januari 2005 Villa Lidköping-Motala 6-3 (2-1) - 6 januari 2005 Boltic Göta-Gripen 4-9 (2-4) - 6 januari 2005 Motala-Katrineholm 7-1 (2-0) - 6 januari 2005 Vänersborg-Villa Lidköping 4-6 (1-3) - 6 januari 2005 Västerås-Vetlanda 0-2 (0-0) |

### Norrgruppen
| - 12 november 2004 Edsbyn-Bollnäs 3-3 (2-2) - 12 november 2004 Brobergs IF-Sandvikens AIK 4-4 (4-2) - 12 november 2004 Falu BS-Västanfors IF 8-1 (1-0, 2-0, 5-1) - 14 november 2004 Kalix Bandy-Edsbyns IF 1-6 (1-2) - 14 november 2004 Bollnäs GIF-Hammarby IF 3-6 (2-3) - 17 november 2004 Edsbyn-Broberg 10-2 (5-0) - 17 november 2004 Västanfors-Bollnäs 4-5 (4-3) - 19 november 2004 Hammarby-Falun 5-3 (2-0) - 19 november 2004 Sandviken-Kalix 13-3 (7-0) - 21 november 2004 Broberg-Kalix 6-5 (4-1) - 21 november 2004 Västanfors-Hammarby 1-11 (1-8) - 21 november 2004 Falun-Sandviken 3-7 (0-4) - 24 november 2004 Bollnäs-Falun 6-2 (1-1) - 24 november 2004 Hammarby-Broberg 4-2 (3-0) - 24 november 2004 Kalix-Västanfors 6-4 (2-0, 2-1, 2-3) - 24 november 2004 Sandviken-Edsbyn 3-2 (1-1, 0-0, 2-1) - 26 november 2004 Broberg-Bollnäs 5-3 (2-0) - 28 november 2004 Kalix-Falun 5-3 (2-0) - 28 november 2004 Edsbyn-Hammarby 3-2 (2-1) - 28 november 2004 Sandviken-Västanfors 12-2 (5-2) - 1 december 2004 Bollnäs-Kalix 11-3 (4-2) - 1 december 2004 Falun-Broberg 5-5 (1-2) - 1 december 2004 Hammarby-Sandviken 3-4 (2-1) - 1 december 2004 Västanfors-Edsbyn 2-9 (2-5) - 3 december 2004 Broberg-Västanfors 9-4 (4-3) - 3 december 2004 Edsbyn-Falun 7-4 (1-3) - 3 december 2004 Hammarby-Kalix 5-3 (3-3) - 3 december 2004 Sandviken-Bollnäs 3-5 (1-2) | - 8 december 2004 Bollnäs-Sandviken 3-4 (1-1) - 8 december 2004 Falun-Edsbyn 6-10 (4-6) - 8 december 2004 Kalix-Hammarby 2-8 (1-2) - 8 december 2004 Västanfors-Broberg 6-12 (3-4) - 15 december 2004 Broberg-Falun 11-2 (4-2) - 15 december 2004 Edsbyn-Västanfors 7-3 (4-2) - 15 december 2004 Kalix-Bollnäs 7-3 (3-1) - 15 december 2004 Sandviken-Hammarby 2-4 (0-2) - 17 december 2004 Bollnäs-Broberg 5-0 (4-0) - 17 december 2004 Falun-Kalix 6-6 (3-3) - 17 december 2004 Hammarby-Edsbyn 6-1 (3-1) - 17 december 2004 Västanfors-Sandviken 4-14 (0-3) - 26 december 2004 Hammarby-Västanfors 12-3 (7-1) - 26 december 2004 Kalix-Broberg 2-6 (2-2) - 26 december 2004 Sandviken-Falun 9-2 (2-2) - 26 december 2004 Bollnäs-Edsbyn 3-7 (2-2) - 29 december 2004 Broberg-Hammarby 2-9 (1-7) - 29 december 2004 Edsbyn-Sandviken 7-4 (4-1) - 29 december 2004 Falun-Bollnäs 0-4 (0-1) - 29 december 2004 Västanfors-Kalix 3-3 (1-2) - 2 januari 2005 Kalix-Sandviken 3-5 (1-1) - 2 januari 2005 Bollnäs-Västanfors 9-3 (3-1, 3-2, 3-0) - 2 januari 2005 Broberg-Edsbyn 3-1 (1-0) - 2 januari 2005 Falun-Hammarby 0-5 (0-3) - 6 januari 2005 Edsbyn-Kalix 7-5 (5-3) - 6 januari 2005 Hammarby-Bollnäs 7-4 (3-2) - 6 januari 2005 Sandviken-Broberg 6-3 (3-2) - 6 januari 2005 Västanfors-Falun 1-9 (0-5) |

### Elitserien
| - 12 januari 2005 BS Boltic Göta-Hammarby IF 5-5 (2-2) - 12 januari 2005 Brobergs IF-Vetlanda BK 1-6 (1-2) - 12 januari 2005 Västerås SK-Edsbyns IF 3-3 (1-1) - 12 januari 2005 Sandvikens AIK-Villa Lidköping BK 2-2 (1-2) - 14 januari 2005 Edsbyn-Boltic Göta 8-4 (7-1) - 14 januari 2005 Hammarby-Västerås 3-5 (2-2) - 14 januari 2005 Vetlanda-Sandviken 4-5 (2-2) - 14 januari 2005 Villa Lidköping-Broberg 3-4 (1-2) - 16 januari 2005 Boltic Göta-Vetlanda 1-4 (1-1) - 16 januari 2005 Broberg-Hammarby 4-3 (3-2) - 16 januari 2005 Villa Lidköping-Västerås 6-3 (2-2) - 16 januari 2005 Sandviken-Edsbyn 3-3 (2-1) - 19 januari 2005 Edsbyn-Broberg 7-3 (2-2) - 19 januari 2005 Hammarby-Sandviken 6-2 (2-1) - 19 januari 2005 Vetlanda-Villa Lidköping 5-10 1-3) - 19 januari 2005 Västerås-Boltic Göta 9-3 (4-2) - 21 januari 2005 Broberg-Boltic Göta 5-4 (2-3) - 21 januari 2005 Sandviken-Västerås 3-7 (2-3) - 21 januari 2005 Vetlanda-Hammarby 4-4 (2-1) - 21 januari 2005 Villa Lidköping-Edsbyn 7-6 (1-1) - 23 januari 2005 Boltic Göta-Sandviken 3-6 (3-2) - 23 januari 2005 Hammarby-Villa Lidköping 3-7 (1-3) - 23 januari 2005 Västerås-Broberg 5-2 (4-2) - 23 januari 2005 Edsbyn-Vetlanda 3-3 (1-0) | - 25 januari 2005 Broberg-Västerås 1-2 (0-0) - 25 januari 2005 Sandviken-Boltic Göta 8-5 (5-2) - 25 januari 2005 Vetlanda-Edsbyn 1-5 (0-3) - 25 januari 2005 Villa Lidköping-Hammarby 3-3 (1-1) - 9 februari 2005 Boltic Göta-Broberg 6-3 (2-0) - 9 februari 2005 Hammarby-Vetlanda 2-3 (1-0) - 9 februari 2005 Edsbyn-Villa Lidköping 8-3 (5-0) - 9 februari 2005 Västerås-Sandviken 3-1 (2-1) - 11 februari 2005 Hammarby-Edsbyn 6-2 (2-1) - 11 februari 2005 Sandviken-Broberg 6-1 (2-0) - 11 februari 2005 Vetlanda-Västerås 5-5 (3-2) - 11 februari 2005 Villa Lidköping-Boltic Göta 11-4 (6-1) - 13 februari 2005 Broberg-Villa Lidköping 2-9 (1-3) - 13 februari 2005 Boltic Göta-Edsbyn 4-7 (0-3) - 13 februari 2005 Västerås-Hammarby 3-3 (3-2) - 13 februari 2005 Sandviken-Vetlanda 4-2 (1-1, 1-0, 2-1) - 16 februari 2005 Edsbyn-Västerås 3-3 (2-2) - 16 februari 2005 Hammarby-Boltic Göta 8-2 (1-1) - 16 februari 2005 Vetlanda-Broberg 4-4 (2-1) - 16 februari 2005 Villa Lidköping-Sandviken 6-5 (5-1) |

### Superallsvenskan
| - 11 januari 2005 Kalix Bandy-Katrineholms SK 7-7 (3-3) - 12 januari 2005 Gripen BK-Bollnäs GIF 4-5 (3-1) - 12 januari 2005 IFK Motala-Falu BS 1-6 (1-1) - 12 januari 2005 Västanfors IF-IFK Vänersborg 1-6 (0-4) - 14 januari 2005 Bollnäs-Motala 4-2 (2-1) - 14 januari 2005 Katrinholm-Västanfors 8-7 (5-4) - 14 januari 2005 Falun-Gripen 7-2 (3-2) - 14 januari 2005 Vänersborg-Kalix 5-4 (4-1) - 16 januari 2005 Motala-Västanfors 7-5 (4-2) - 16 januari 2005 Gripen-Kalix 6-7 (3-1) - 16 januari 2005 Bollnäs-Katrineholm 7-1 (3-0) - 16 januari 2005 Falun-Vänersborg 1-5 (1-3) - 19 januari 2005 Kalix-Motala 5-3 (1-1) - 19 januari 2005 Katrineholm-Falun 5-4 (3-1) - 19 januari 2005 Vänersborg-Bollnäs 4-2 (1-1) - 19 januari 2005 Västanfors-Gripen 1-6 (1-1) - 21 januari 2005 Bollnäs-Kalix 11-0 (5-0) - 21 januari 2005 Falun-Västanfors 5-2 (3-2) - 21 januari 2005 Gripen-Motala 2-4 (0-1) - 21 januari 2005 Vänersborg-Katrineholm 5-3 (2-3) - 23 januari 2005 Kalix-Falun 5-5 (2-2) - 23 januari 2005 Västanfors-Bollnäs 5-10 (0-5) - 23 januari 2005 Motala-Vänersborg 5-2 (2-1) - 23 januari 2005 Gripen-Katrineholm 1-2 (1-1) | - 25 januari 2005 Bollnäs-Falun 5-2 (3-0) - 25 januari 2005 Kalix-Västanfors 13-5 (8-2) - 25 januari 2005 Katrineholm-Motala 2-6 (0-3) - 25 januari 2005 Vänersborg-Gripen 4-3 (2-2) - 9 februari 2005 Bollnäs-Vänersborg 10-2 (3-2) - 9 februari 2005 Falun-Katrineholm 6-4 (2-1) - 9 februari 2005 Gripen-Västanfors 8-6 (4-3) - 9 februari 2005 Motala-Kalix 6-2 (3-1) - 11 februari 2005 Kalix-Gripen 5-1 (2-1) - 11 februari 2005 Katrineholm-Bollnäs 4-2 (0-1) - 11 februari 2005 Vänersborg-Falun 2-4 (2-0) - 11 februari 2005 Västanfors-Motala 3-8 (2-4) - 13 februari 2005 Västanfors-Katrineholm 4-8 (0-3) - 13 februari 2005 Kalix-Vänersborg 1-3 (0-0) - 13 februari 2005 Gripen-Falun 3-3 (1-3) - 13 februari 2005 Motala-Bollnäs 6-4 (3-1) - 16 februari 2005 Bollnäs-Gripen 10-2 (2-2) - 16 februari 2005 Falun-Motala 3-0 (1-0) - 16 februari 2005 Katrineholm-Kalix 9-8 (3-6) - 16 februari 2005 Vänersborg-Västanfors 11-3 (7-1) |

## Slutspel om svenska mästerskapet 2005

### Åttondelsfinaler (UEFA:s cupmodell)
- 18 februari 2005: Falu BS-Hammarby IF 3-7
- 18 februari 2005: IFK Motala-Vetlanda BK 2-7
- 18 februari 2005: IFK Vänersborg-Broberg/Söderhamn Bandy 6-1
- 18 februari 2005: Bollnäs GoIF/BF-BS BolticGöta 9-2
- 20 februari 2005: Hammarby IF-Falu BS 4-2 (Hammarby IF Bandyförening vidare)
- 20 februari 2005: Vetlanda BK-IFK Motala 8-2 (Vetlanda BK vidare)
- 20 februari 2005: Broberg/Söderhamn Bandy-IFK Vänersborg 8-1 (Broberg/Söderhamn Bandy vidare)
- 20 februari 2005: BS BolticGöta-Bollnäs GoIF/BF 4-10 (Bollnäs GIF vidare)

### Kvartsfinaler (bäst av fem matcher)
- 23 februari 2005: Sandvikens AIK-Hammarby IF 4-5 sudden death
- 23 februari 2005: Villa Lidköping BK-Broberg/Söderhamn Bandy 10-2
- 23 februari 2005: Västerås SK-Bollnäs GoIF/BF 4-5 sudden death
- 23 februari 2005: Edsbyns IF-Vetlanda BK 5-4
- 25 februari 2005: Hammarby IF-Sandvikens AIK 4-3 sudden death
- 25 februari 2005: Broberg/Söderhamn Bandy-Villa Lidköping BK 3-9
- 25 februari 2005: Bollnäs GoIF/BF-Västerås SK 3-2
- 25 februari 2005: Vetlanda BK-Edsbyns IF 6-8
- 27 februari 2005: Sandvikens AIK-Hammarby IF 5-1
- 27 februari 2005: Villa Lidköping BK-Broberg/Söderhamn Bandy 9-1 (Villa Lidköping BK vidare efter 3-0 i matcher)
- 27 februari 2005: Västerås SK-Bollnäs GoIF/BF 4-3
- 27 februari 2005: Edsbyns IF-Vetlanda BK 6-3 (Edsbyns IF vidare efter 3-0 i matcher)
- 2 mars 2005: Bollnäs GoIF/BF-Västerås SK 3-2 (Bollnäs GoIF vidare efter 3-1 i matcher)
- 2 mars 2005: Hammarby IF-Sandvikens AIK 2-3
- 4 mars 2005: Sandvikens AIK-Hammarby IF 4-2 (Sandvikens AIK vidare efter 3-2 i matcher)

### Semifinaler (bäst av fem matcher)
- 6 mars 2005: Villa Lidköping BK-Edsbyns IF 3-7
- 6 mars 2005: Sandvikens AIK-Bollnäs GoIF/BF 9-2
- 9 mars 2005: Edsbyns IF-Villa Lidköping BK 8-1
- 9 mars 2005: Bollnäs GoIF/BF-Sandvikens AIK 1-6
- 11 mars 2005: Villa Lidköping BK-Edsbyns IF 7-4
- 11 mars 2005: Sandvikens AIK-Bollnäs GoIF/BF 5-3 (Sandvikens AIK vidare efter 3-0 i matcher)
- 13 mars 2005: Edsbyns IF-Villa Lidköping BK 10-6 (Edsbyns IF vidare efter 3-1 i matcher)

### Final
- 20 mars 2005: Edsbyns IF-Sandvikens AIK 6-4 (Studenternas IP, Uppsala)